# Indiaas honkbalteam

Vlag van India.

Het Indiaas honkbalteam is het nationale honkbalteam van India. Het team vertegenwoordigt India tijdens internationale wedstrijden. Het Indiaas honkbalteam hoort bij de Aziatische Honkbalfederatie (BFA). 